# Витязь (компания)
АО «Машинострои́тельная компа́ния „Ви́тязь“» — Ишимбайский завод транспортного машиностроения по производству наземных транспортных средств высокой проходимости (торговая марка «Витязь»), расположенный в городе Ишимбае, Республика Башкортостан. Предприятие также производит ведущие мосты для городских автобусов и троллейбусов большого класса, отопительные водогрейные котлы.

## История

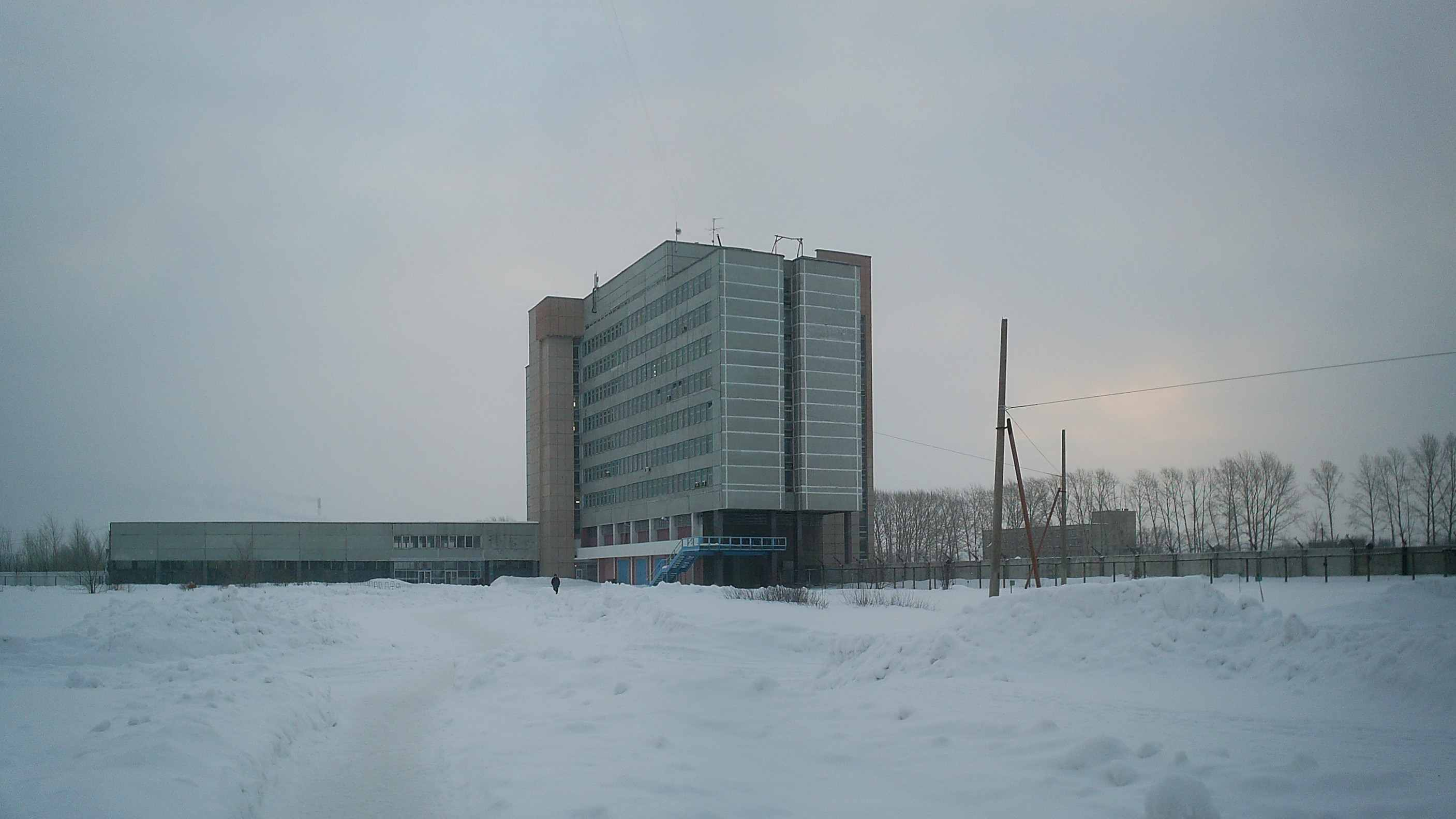
Административное здание АО «Машиностроительная компания „Витязь“»

Завод основан 20 мая 1977 года, в октябре 1981 года было изготовлено первое изделие.
В 1994 году двухзвенные гусеничные транспортеры «Витязь», отмечены Государственной премией Российской Федерации в области науки и техники (Указ Президента РФ от 10 июня 1994 г. № 1187 «О присуждении Государственных премий Российской Федерации 1994 года в области науки и техники»).
В числе награждённых Савельев, Владимир Иванович, первый генеральный конструктор транспортёров семейства «Витязь». Автор идеи и главный конструктор двухзвенных транспортёров семейства «Витязь» Осколков, Константин Владимирович за разработку новой техники в 1981 году был удостоен ордена Ленина.
В 2005 году собственником ИЗТМ стало ОАО «Машиностроительная компания „Витязь“».

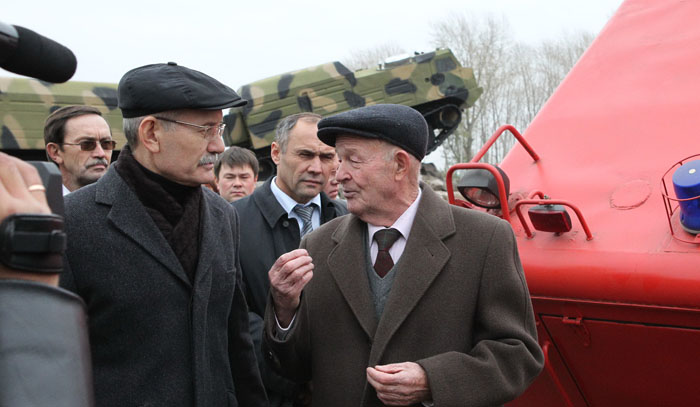
Визит Рустэма Хамитова в машиностроительную компанию «Витязь»

В 2008 году завод вошёл в бронетанковый холдинг «Уралвагонзавод» через ООО «Челябинский тракторный завод — Уралтрак».
В 2014 году произошло переименование в АО «Машиностроительная компания „Витязь“».

## Санкции
Из-за вторжения России на Украину, 12 декабря 2022 года завод внесен в санкционный список стран Евросоюза, по данным объединения завод несет ответственность за материально-техническую поддержку и действия, подрывающие или угрожающие территориальной целостности, суверенитету и независимости Украины, в частности «завод поставляет и производит вездеход ДТ-30 для Вооруженных сил России, который используется в агрессивной войне против Украины».
23 февраля 2023 года завод попал под санкции Канады против организаций вовлеченных в оборонную промышленность России за «серьезное нарушение международного мира и безопасности».
19 мая 2023 года завод был включён в торговый санкционный список США «за поддержку военного и оборонного сектора России». 20 июля 2023 года завод попал под блокирующие санкции США.
По аналогичным причинам завод находится в санкционных списках Украины, Швейцарии и Австралии.

## Память
В 2005 году в честь предприятия был установлен памятник создателям двухзвенных транспортёров.